# Worf
Worf (wo'rIv på klingonska) är en klingonsk huvudperson i Star Trek: The Next Generation och dess filmer samt Star Trek: Deep Space Nine, spelad av Michael Dorn.
Worf är den förste klingonske huvudrollen i Star Trek. Han har varit med i fler Star Trek-avsnitt (272, samt fyra filmer) än någon annan rollfigur. Bortsett från den animerade serien, där alla huvudpersoner från Star Trek: The Original Series utom Pavel Chekov fortsatte att framträda, så är Worf den ende rollfigur som regelbundet har varit med i fler än en Star Trek-serie. Miles O'Brien var med i både The Next Generation och Deep Space Nine, men han var endast huvudperson i den sistnämnda.
Därtill innehar Worf rekordet i Star Trek för antal återupplivningar. Han dog i "Hide and Q", "Transfigurations" och "Ethics", och återupplivades alla tre gångerna; Det kan dock diskuteras om han verkligen dog i "Ethics". Däremot så innehar Kathryn Janeway rekordet för antal dödsfall med nio.
Worf, son till Mogh, föddes 2340 på klingonernas hemplanet Qo'noS. Hans familj flyttade till den klingonska utposten Khitomer före 2346, då romulanerna genomförde en oprovocerad attack mot den, som ledde till hela bemanningens död, förutom Worf och hans barnmorska. Efter händelsen växte Worf upp av sina adoptivföräldrar på planeten Gault, en av federationens jordbruksplaneter.
Worf har en son vid namn Alexander Rozhenko som vuxit upp med mänsklig uppfostran.

## Rollsättning
Worf var först inte tänkt att vara en huvudroll, eftersom Gene Roddenberry ville undvika "retreads of characters or races featured prominently in the original Star Trek series", så porträttet med huvudrollerna 1 juni 1987 inkluderade inte Worf.

Flera "långa, smala, svarta skådespelare"

provspelade för Worf innan Michael Dorn uppenbarade sig och var den siste av huvudskådespelarna som fick sin roll.

Efteråt har Dorn kommenterat följande: "I did not wear makeup, but I took on the psychological guise of a Klingon. I walked into Paramount in character. No jokes. No laughing with the other actors. I sat by myself waiting for my interview. When my turn came, I walked in, didn't smile, did the reading, thanked them, and walked right out."

Dorn är den enda skådespelare i Star Trek som har arbetat med Next Generation-filmerna och Deep Space Nine-serien samtidigt; Båda utspelar sig under överlappande tidsperioder. Vissa scener i First Contact och Insurrection förklarar hans frånvaro från rymdstationen Deep Space Nine (DS9) och hans återförening med kapten Jean-Luc Picards officerare. I First Contact är Worf initialt befälhavare för USS Defiant innan han strålas ombord på Enterprise, medan Picard i Insurrection begär att Worf fördröjer sin återkomst till DS9 för att hjälpa dem att hitta Data.